# RANS Nusantara F.C.
Câu lạc bộ bóng đá RANS Nusantara (trước đây gọi là Cilegon United và RANS Cilegon FC) là một câu lạc bộ bóng đá Indonesia có trụ sở tại Bắc Jakarta, Jakarta. Biệt danh của RANS Nusantara F.C. là Magenta Force và The Prestige Phoenix. Câu lạc bộ hiện đang chơi ở Liga 1, giải đấu hàng đầu của bóng đá Indonesia.

## Lịch sử
Câu lạc bộ được thành lập vào năm 2012 và không có nhiều lịch sử trong bóng đá Indonesia. Trước đây, họ có tên là Cilegon United. Vào ngày 31 tháng 3 năm 2021, câu lạc bộ được mua lại bởi RANS Entertainment và Prestige Motorcars. Chúng được đổi tên thành RANS Cilegon FC RANS và là công ty thuộc sở hữu của Raffi Ahmad và Nagita Slavina, trong khi Prestige Motorcars là đại lý siêu xe đến từ Bắc Jakarta.
Vào ngày 28 tháng 9 năm 2021, RANS Cilegon có trận ra mắt Liga 2 và có trận thua 3-1 trước Dewa United tại Sân vận động Gelora Bung Karno Madya. Một tuần sau, họ có trận đấu thứ hai và chiến thắng 2-1 trước Persekat Tegal. Vào ngày 1 tháng 12 năm 2021, họ kết thúc trận đấu ở vòng bảng của Liga 2 2021–22 với chiến thắng 3–0 trước PSKC Cimahi và với kết quả này, họ vượt qua vòng hai với tư cách Á quân bảng B. Vào ngày 22 tháng 12 năm 2021, họ đã vượt qua vòng bán kết của Liga 2 2021–2022 với tư cách là đội thắng bảng X sau trận hòa 0–0 trước Sriwijaya. Kết quả mỹ mãn xảy ra trong trận bán kết năm ngày sau đó, khi họ vượt qua vòng chung kết và giành quyền thăng hạng lên Liga 1 mùa giải tới sau chiến thắng 3–0 trước PSIM Yogyakarta, nhưng trong trận đấu cuối cùng vào ngày 30 tháng 12 năm 2021, họ phải chịu thất bại 2-1 trước Persis Solo và cuối cùng trở thành Á quân của giải đấu.
Vào ngày 30 tháng 5 năm 2022, trong Đại hội Thông thường PSSI 2022, câu lạc bộ đổi tên thành RANS Nusantara F.C.. Đây là một phần trong mong muốn của chủ tịch câu lạc bộ Raffi muốn câu lạc bộ của ông ấy được người hâm mộ từ khắp mọi nơi trên Indonesia ủng hộ.

## Ban huấn luyện
| Position                 | Name                |
| ------------------------ | ------------------- |
| Giám đốc kĩ thuật        | Bambang Nurdiansyah |
| Huấn luyện viên trưởng   | Rahmad Darmawan     |
| Trợ lí huấn luyện viên   | Mohammad Nasuha     |
| Trợ lí huấn luyện viên   | Bayu Eka Sari       |
| Huấn luyện viên Thủ môn  | Yanuar Hermansyah   |
| Huấn luyện viên Thể hình | Nurcholis Majid     |

## Cầu thủ

### Đội hình chính
Tính đến 23 Tháng 7 2022
Ghi chú: Quốc kỳ chỉ đội tuyển quốc gia được xác định rõ trong điều lệ tư cách FIFA. Các cầu thủ có thể giữ hơn một quốc tịch ngoài FIFA.
| Số | VT | Quốc gia  | Cầu thủ                      |
| -- | -- | --------- | ---------------------------- |
| 2  | HV | Indonesia | Arif Satria (phó đội trưởng) |
| 3  | HV | Indonesia | Edo Febriansah               |
| 4  | HV | Indonesia | O.K. John                    |
| 5  | HV | Indonesia | Saddam Hi Tenang             |
| 6  | TV | Mali      | Makan Konaté                 |
| 7  | TĐ | Indonesia | Syamsir Alam                 |
| 8  | TV | Indonesia | Ikhsan Zikrak                |
| 9  | TĐ | Brasil    | Wander Luiz                  |
| 10 | TĐ | Indonesia | Cristian Gonzáles            |
| 11 | TV | Indonesia | Gamalia Imbiri               |
| 12 | TĐ | Indonesia | Jujun Junaedi                |
| 13 | HV | Indonesia | Kurniawan Karman             |
| 14 | HV | Brasil    | Victor Sallinas              |
| 15 | HV | Indonesia | Fadilla Akbar                |
| 20 | HV | Indonesia | Herwin Tri Saputra           |

| Số | VT | Quốc gia  | Cầu thủ                   |
| -- | -- | --------- | ------------------------- |
| 22 | TV | Indonesia | Arthur Bonai              |
| 23 | TV | Indonesia | Ady Setiawan (đội trưởng) |
| 24 | HV | Indonesia | Hamdan Zamzani            |
| 26 | TM | Indonesia | Fiqri Ntong               |
| 27 | HV | Indonesia | Meru Kimura               |
| 29 | TV | Indonesia | Sandi Sute                |
| 44 | TV | Indonesia | Bima Ragil                |
| 59 | TM | Indonesia | Wawan Hendrawan           |
| 66 | TV | Nhật Bản  | Mitsuru Maruoka           |
| 73 | TV | Indonesia | David Laly                |
| 77 | TV | Indonesia | Defri Rizki               |
| 90 | HV | Indonesia | Alfin Tuasalamony         |
| 97 | TM | Indonesia | Hilman Syah               |
| 99 | TĐ | Indonesia | Septian Bagaskara         |

### Cầu thủ nhập tịch
| Country | Player            |
| ------- | ----------------- |
| Uruguay | Cristian Gonzáles |
| Nigeria | O.K. John         |

### Cho mượn
Ghi chú: Quốc kỳ chỉ đội tuyển quốc gia được xác định rõ trong điều lệ tư cách FIFA. Các cầu thủ có thể giữ hơn một quốc tịch ngoài FIFA.
| Số | VT | Quốc gia  | Cầu thủ                         |
| -- | -- | --------- | ------------------------------- |
| —  | HV | Indonesia | Anan Lestaluhu (at Bekasi City) |